# Юров, Валерий Викторович
Валерий Викторович Юров (род. 28 мая 1967, Ряжск, СССР) — советский тяжелоатлет, чемпион СССР (1990), чемпион Европы (1988). Мастер спорта СССР международного класса (1987). Тренер высшей квалификационной категории (2010).

## Биография
Валерий Юров родился 28 мая 1967 года в городе Ряжск (Рязанская область). В 1982 году переехал в Москву, где начал заниматься тяжёлой атлетикой под руководством Юрия Козина.
Во второй половине 1980-х годов входил в число ведущих советских атлетов лёгкого веса. В 1987—1989 годах становился серебряным призёром чемпионатов СССР, а в 1990 году — чемпионом СССР. В 1988 году был включён в состав советской сборной на чемпионате Европы в Кардиффе и завоевал золотую медаль этих соревнований. В 1990 году на чемпионате мира в Будапеште выиграл малую бронзовую медаль в рывке и занял четвёртое место по сумме двоеборья.
В 1992 году завершил свою спортивную карьеру. С 2007 года занимается тренерской деятельностью в московском спортивном клубе «Гриф». С 2009 года является вице-президентом Федерации тяжёлой атлетики города Москвы, в 2009—2017 годах был главным тренером сборных команд Москвы по тяжёлой атлетике.